# 卡洛琳·伯尼
卡洛琳·伯尼（英語：Caroline Burney）是一個筆名，有人以此筆名在19世紀初期於倫敦出版兩本各三卷的小說，《Seraphina》（1809年）和《Lindamira》（1810年），作者真實身份不詳。

## 類別
卡洛琳·伯尼的小說著作，皆被列入18世紀晚期開始稱為「現代小說」的類別，與較早期「以奢侈與難以置信為特色」的「羅曼史」（即騎士文學）有所不同，強調感性、舉止和情緒。